# Lamerica
Lamerica (bra: América - O Sonho de Chegar) é um filme de 1994 dirigido por Gianni Amelio.
O filme faz parte da lista dos 1000 melhores filmes de todos os tempos do The New York Times.